# منع التلوث
منع التلوث (P2)، هو عبارة عن استراتيجية لتقليل كمية النفايات التي يجري توليدها وإطلاقها في البيئة، خاصةً تلك التي تصدر عن المنشآت الصناعية أو الزراعة أو المستهلكين. ترى العديد من الشركات الكبيرة أن منع التلوث هو وسيلة لتحسين كفاءة عمليات الإنتاج وربحيتها عن طريق الحد من توليد النفايات والتقدم التكنولوجي. سنت الهيئات التشريعية تدابيرًا خاصة بمنهجية منع التلوث، مثل قانون منع التلوث لعام 1990 وتعديلات قانون الهواء النظيف لعام 1990 الصادرَين عن كونغرس الولايات المتحدة، وهو مصطلح يصف الأنشطة التي تعمل على تقليل كمية التلوث الناتجة عن عملية ما، سواء كان هذا النشاط استهلاك المستهلك أو قيادة المركبات أو الإنتاج الصناعي. وعلى عكس معظم إستراتيجيات التحكم في التلوث التي تهدف إلى إدارة التلوث بعد تكونه والحد من تأثيره على البيئة، فإن طريقة منع التلوث تسعى إلى زيادة كفاءة العملية، ومن ثم تقليل كمية التلوث الناتجة عن مصدرها. وبالرغم من وجود اتفاق عام على أن اختزال الملوث من المصدر هي الإستراتيجية المفضلة، يستخدم بعض الاختصاصيين مصطلح «منع التلوث» ليشمل منع التلوث
مع التزايد المستمر في عدد سكان العالم، وهكذا أصبح موضوع التلوث محط اهتمام بالغ. إن التلوث الصادر عن أنشطة البشر مشكلة لا ينبغي التعامل معها باعتبارها أمرًا حتميًا. ذلك أنه مع تنفيذ برنامج شامل لمنع التلوث، يمكن تقليل معظم التلوث أو إعادة استخدامه أو منعه. وتهدف هذه الوثيقة إلى تقديم برنامج لمنع التلوث يُظهر كيفية إحداث توازن في معدلات النمو السكاني، إلى جانب كيفية تقليل الفضلات وإدارتها لمنع التسبب في المزيد من التلوث لكوكب الأرض.
أعداد سكان العالم
مع اقتراب عدد سكان العالم من 7 مليارات نسمة، وحقيقة أن الشخص العادي يُنتج 4.4 أرطال من النفايات يوميًا؛ أي حوالي طن نفايات سنويًا، من السهل معرفة السبب الذي يجعل التلوث مشكلة ضخمة بهذا القدر ثورة تدوير النفايات (Recycling Revolution، 2010). وفي سبيل العمل على إبطاء مستويات التلوث المتزايدة، يلزم إحداث توازن في عدد سكان العالم. وتشهد أعداد السكان زيادة سريعة في الدول النامية. ويُقدر أن «عدد سكان العالم سيزداد بنحو مليار نسمة خلال السنوات العشر القادمة» (كيندر 2011، القسم 1، الفقرة 1). وتكون النتيجة صاعقة عندما تضيف طنًا من النفايات لكل فرد سنويًا إلى البيئة. ويرجع السبب في الزيادة السكانية في هذه الدول النامية جزئيًا إلى ما تخبر به حكومات هذه الدول مواطنيها عن أنها في حاجة إلى المزيد من السكان لشغل الأماكن الخالية فيها مثلما يوجد في الغرب (كيندر، 2011) والمزيد من البشر يعني استخدام المزيد من الموارد الطبيعية وإنتاج المزيد من النفايات. وهكذا، يمثل النمو السكاني أكبر مشكلة بيئية يواجهها عالمنا اليوم.
العمل على إبطاء معدلات النمو السكاني
ما الذي يمكن فعله لإبطاء معدلات النمو السكاني؟ «تُظهر التجربة أن أكثر الطرق فعالية لإبطاء معدلات النمو السكاني هي التشجيع على تنظيم الأسرة وخفض معدلات الفقر والارتقاء بوضع المرأة (ميلر وسبولمان، 2009، الصفحة 133). ويمكن تحويل هذه الخطط والإستراتيجيات إلى سياسات لضمان استمراريتها.» يمكن وضع خطط عمل وإستراتيجيات لزيادة الإدراك العام لكيفية تقليل معدل النمو السكاني السريع لاحتمالات تلبية الأساسيات من...تدوير النفايات أو إعادة الاستخدام.
وبوصفها إستراتيجية إدارة بيئية، يتشارك منع التلوث العديد من الخصائص مع مصطلح «الإنتاج الأنظف»، وهو مصطلح يستخدم بكثرة خارج الولايات المتحدة. وتتضمن إستراتيجية منع التلوث مبادئ فرعية أكثر تخصصًا، من بينها الكيمياء الخضراء والتصميم الأخضر (المعروف أيضًا باسم التصميم صديق البيئة).
تمتلك وكالة حماية البيئة الأمريكية عددًا من برامج «منع التلوث» التي يمكنها مساعدة الأفراد والمؤسسات في تطبيق مبادئ «منع التلوث».

## خلفية

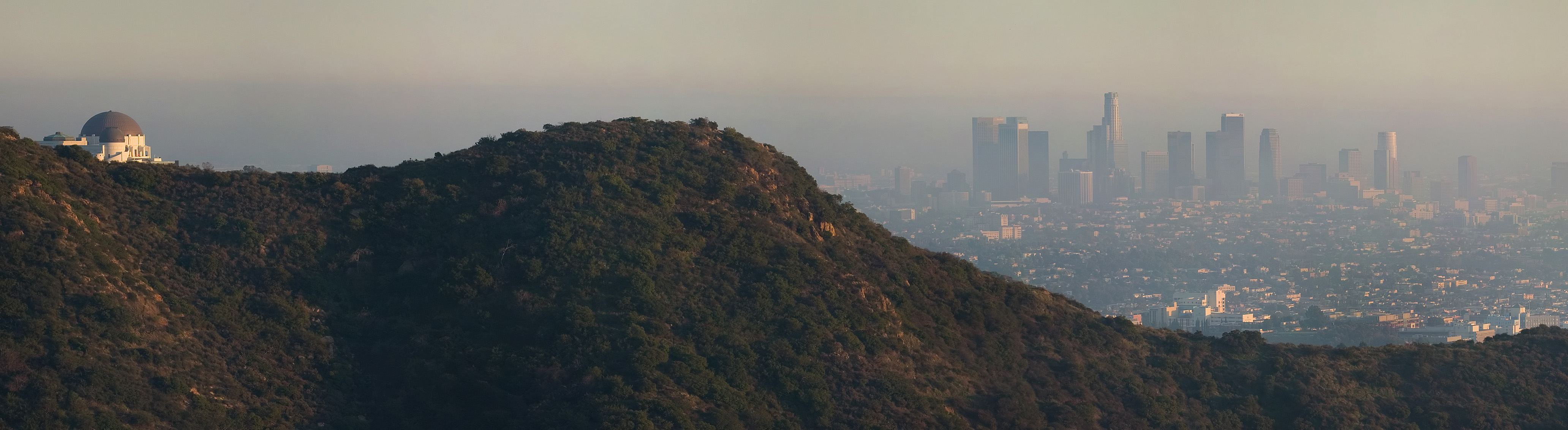
التلوث في لوس أنجلوس.

### الأهمية
منع التلوث، هو أي إجراء يقلل من كمية الملوثات التي تُطلق في البيئة. يقلل تنفيذ مثل هذه العمليات من شدة و/أو عدد المخاطر التي تهدد الصحة العامة والبيئة. يحافظ منع التلوث على الموارد الطبيعية، ويمكن أن يمتلك أيضًا فوائد اقتصادية كبيرة في العمليات الضخمة. إذا أنتجت الشركات كميات أقل من النفايات، فلا داعي للقلق بشأن التخلص السليم. وبالتالي، فإن منع التلوث هو أيضًا إجراء استباقي لتقليل تكاليف التخلص من النفايات وإزالتها.

## وصلات خارجية
- United States National Pollution Prevention Information Center
- United States Pollution Prevention Regional Information Center
- National Pollution Prevention Roundtable Finds P2 Programs Effective (مقال)
- Pollution prevention directory: TURI - Toxics Use Reduction Institute
- The Southwest Network for Zero Waste - مركز التميز البيئي
- Pollution Prevention Regional Information Center (P2RIC) - منطقة وكالة حماية البيئة رقم 7 (آيوا وكنساس وميزوري ونبراسكا)
- The Environmental Sustainability Resource Center (ESRC) - الموارد والأخبار والمعلومات الخاصة بمنع التلوث